# División de Honor de Guadalupe 2022-23
La División de Honor de Guadalupe 2022-23 es la edición número 72 de la División de Honor de Guadalupe. La temporada comenzó el 27 de agosto de 2022 y terminará el 20 de mayo de 2023.

## Equipos participantes
- AN Jeunesse Evolution
- AO Gourbeyrienne (P)
- AS Dynamo (P)
- AS Gosier
- ASG Juventus
- Cerfa FC
- CS Capesterrien (P)
- CS Moulien
- JS Vieux-Habitants
- L'Étoile de Morne-à-l'Eau
- La Gauloise
- Phare du Canal
- RS Guadeloupe
- SC Baie-Mahault
- Siroco Les Abymes
- Solidarité Scolaire (C)
- Stade Lamentinois
- US Baie-Mahault

## Ronda Regular

### Grupo A
| Pos. | Equipo                | Pts. | PJ | G  | E | P  | GF | GC | Dif. | Clasificación 2022-23 |
| ---- | --------------------- | ---- | -- | -- | - | -- | -- | -- | ---- | --------------------- |
| 1    | CS Moulien            | 54   | 16 | 12 | 2 | 2  | 41 | 11 | +30  | Grupo Campeonato      |
| 2    | La Gauloise           | 54   | 16 | 12 | 2 | 2  | 37 | 8  | +29  | Grupo Campeonato      |
| 3    | AN Jeunesse Evolution | 43   | 16 | 8  | 3 | 5  | 18 | 17 | +1   | Grupo Campeonato      |
| 4    | AS Gosier             | 42   | 16 | 8  | 2 | 6  | 26 | 27 | −1   | Grupo Campeonato      |
| 5    | SC Baie-Mahault       | 39   | 16 | 7  | 2 | 7  | 16 | 24 | −8   | Grupo Descenso        |
| 6    | Cerfa FC              | 33   | 16 | 5  | 2 | 9  | 20 | 26 | −6   | Grupo Descenso        |
| 7    | JS Vieux-Habitants    | 29   | 16 | 3  | 4 | 9  | 17 | 26 | −9   | Grupo Descenso        |
| 8    | RS Guadeloupe         | 29   | 16 | 4  | 2 | 10 | 14 | 26 | −12  | Grupo Descenso        |
| 9    | CS Capesterrien       | 25   | 16 | 2  | 3 | 11 | 10 | 32 | −22  | Grupo Descenso        |

 Fuente: 
Criterios de clasificación: Puntos · Enfrentamientos directos · Diferencia de goles · Goles a favor · Puntos fair-play · Play-off.

### Grupo B
| Pos. | Equipo                    | Pts. | PJ | G  | E | P  | GF | GC | Dif. | Clasificación 2022-23 |
| ---- | ------------------------- | ---- | -- | -- | - | -- | -- | -- | ---- | --------------------- |
| 1    | Solidarité Scolaire       | 51   | 16 | 10 | 5 | 1  | 39 | 18 | +21  | Grupo Campeonato      |
| 2    | L'Étoile de Morne-à-l'Eau | 47   | 16 | 9  | 4 | 3  | 29 | 17 | +12  | Grupo Campeonato      |
| 3    | Phare du Canal            | 43   | 16 | 7  | 6 | 3  | 26 | 16 | +10  | Grupo Campeonato      |
| 4    | US Baie-Mahault           | 43   | 16 | 8  | 3 | 5  | 24 | 19 | +5   | Grupo Campeonato      |
| 5    | Siroco Les Abymes         | 37   | 16 | 6  | 3 | 7  | 24 | 26 | −2   | Grupo Descenso        |
| 6    | AS Dynamo                 | 32   | 16 | 5  | 2 | 9  | 25 | 31 | −6   | Grupo Descenso        |
| 7    | ASG Juventus              | 32   | 16 | 4  | 4 | 8  | 26 | 34 | −8   | Grupo Descenso        |
| 8    | AO Gourbeyrienne          | 32   | 16 | 5  | 1 | 10 | 18 | 35 | −17  | Grupo Descenso        |
| 9    | Stade Lamentinois         | 27   | 16 | 3  | 2 | 11 | 17 | 32 | −15  | Grupo Descenso        |

 Fuente: 
Criterios de clasificación: Puntos · Enfrentamientos directos · Diferencia de goles · Goles a favor · Puntos fair-play · Play-off.

## Grupo Campeonato
| Pos. | Equipo                    | Pts. | PJ | G  | E | P | GF | GC | Dif. | Clasificación 2022-23               |
| ---- | ------------------------- | ---- | -- | -- | - | - | -- | -- | ---- | ----------------------------------- |
| 1    | CS Moulien                | 54   | 16 | 12 | 2 | 2 | 41 | 11 | +30  | CONCACAF Caribbean Club Shield 2024 |
| 2    | La Gauloise               | 54   | 16 | 12 | 2 | 2 | 37 | 8  | +29  |                                     |
| 3    | Solidarité Scolaire       | 51   | 16 | 10 | 5 | 1 | 39 | 18 | +21  |                                     |
| 4    | L'Étoile de Morne-à-l'Eau | 47   | 16 | 9  | 4 | 3 | 29 | 17 | +12  |                                     |
| 5    | Phare du Canal            | 43   | 16 | 7  | 6 | 3 | 26 | 16 | +10  |                                     |
| 6    | US Baie-Mahault           | 43   | 16 | 8  | 3 | 5 | 24 | 19 | +5   |                                     |
| 7    | AN Jeunesse Evolution     | 43   | 16 | 8  | 3 | 5 | 18 | 17 | +1   |                                     |
| 8    | AS Gosier                 | 42   | 16 | 8  | 2 | 6 | 26 | 27 | −1   |                                     |

Actualizado a los partidos jugados el 7 de marzo de 2023.
 Fuente: 
Criterios de clasificación: Puntos · Enfrentamientos directos · Diferencia de goles · Goles a favor · Puntos fair-play · Play-off.

## Grupo Descenso
| Pos. | Equipo             | Pts. | PJ | G | E | P  | GF | GC | Dif. | Clasificación 2022-23                 |
| ---- | ------------------ | ---- | -- | - | - | -- | -- | -- | ---- | ------------------------------------- |
| 1    | SC Baie-Mahault    | 39   | 16 | 7 | 2 | 7  | 16 | 24 | −8   |                                       |
| 2    | Siroco Les Abymes  | 38   | 17 | 6 | 3 | 8  | 25 | 28 | −3   |                                       |
| 3    | Cerfa FC           | 37   | 17 | 6 | 2 | 9  | 22 | 27 | −5   |                                       |
| 4    | AO Gourbeyrienne   | 36   | 17 | 6 | 1 | 10 | 20 | 35 | −15  |                                       |
| 5    | ASG Juventus       | 33   | 17 | 4 | 4 | 9  | 26 | 34 | −8   |                                       |
| 6    | JS Vieux-Habitants | 33   | 17 | 4 | 4 | 9  | 19 | 27 | −8   | Promoción de Honor Regional 1 2023-24 |
| 7    | AS Dynamo          | 32   | 16 | 5 | 2 | 9  | 25 | 31 | −6   | Promoción de Honor Regional 1 2023-24 |
| 8    | Stade Lamentinois  | 31   | 17 | 4 | 2 | 11 | 19 | 32 | −13  | Promoción de Honor Regional 1 2023-24 |
| 9    | RS Guadeloupe      | 30   | 17 | 4 | 2 | 11 | 14 | 28 | −14  | Promoción de Honor Regional 1 2023-24 |
| 10   | CS Capesterrien    | 26   | 17 | 2 | 3 | 12 | 10 | 33 | −23  | Promoción de Honor Regional 1 2023-24 |

Actualizado a los partidos jugados el 7 de marzo de 2023.
 Fuente: 
Criterios de clasificación: Puntos · Enfrentamientos directos · Diferencia de goles · Goles a favor · Puntos fair-play · Play-off.